# Garoña
Garoña es una localidad del municipio burgalés de Valle de Tobalina, en la Comunidad Autónoma de Castilla y León (España). 
La advocación de la iglesia es a san Vicente mártir.

## Información general
Esta localidad se encuentra en el área centro-meridional del Valle de Tobalina, Burgos, dentro del sector configurado por la margen derecha del Ebro y el piedemonte de los Montes Obarenes; emplazándose en una destacada loma delimitada al E y O por dos arroyos, configurada por una sucesión de plataformas que descienden en dirección S, dominando la estrecha ribera del Ebro en este sector.
El nombre de Garoña parece que significa ribera, charca o prado de regatos, de origen tan remoto que hasta se piensa que pueda ser prehistórico.
El acceso a la misma se realiza por la única carretera que recorre este sector del Valle, situándose aislada de la misma, por lo que existe una vía de acceso que desemboca en una pequeña plazoleta y que constituye una de las dos calles principales, ejes en torno a los que se apiña el caserío. Éste se dispone mediante cortas calles traveseras a la calle de San Miguel y de las Eras, disponiéndose los edificios de forma colindante junto a construcciones anexas. 
Localidad cuya existencia se constata ya en documentación del año 967, siempre ha sido un núcleo de escasa población, habitado actualmente por pocos vecinos de forma constante, siendo alguno de ellos de otras localidades. 
La iglesia está dedicada a San Vicente y está a las afueras. Es de dos naves, de cubierta sencilla. El retablo mayor es neoclásico. La puerta de acceso al templo es de medio punto y al lado está el cementerio. El templo fue reconstruido por el cantero maestro Domingo de Mitarte o Vitarte 
Las casas están construidas fundamentalmente en piedra arenisca, con fábrica de mampostería y sillares en esquinas y vanos, responden al tipo de casa solariega de los siglos XIX y XX, en las que se han realizado diversas reformas, sobre todo en vanos y en enlucidos de fachadas. Quedan, en muy mal estado, varias casonas del XVII-XVIII, conservando algunas piedras armeras, situándose los edificios más antiguos en la zona N del pueblo..
El entorno natural está constituido por una mezcla de tierras de cultivo de cereal, con bosque de encina y quejigo, y zonas de matorral.

## Localidades limítrofes
Confina con las siguientes localidades:
- al norte, con Barcina del Barco;
- al este, con Santa María de Garoña;
- al suroeste, con Cuezva;
- al oeste, con Pangusión.

## Demografía
Evolución de la población
| Gráfica de evolución demográfica de Garoña entre 2000 y 2017       |
|                                                                    |
| Población de derecho (2000-2017) según el padrón municipal del INE |

## Historia
Así se describe a Garoña en el tomo VIII del Diccionario geográfico-estadístico-histórico de España y sus posesiones de Ultramar, obra impulsada por Pascual Madoz a mediados del siglo XIX:

Villa en la provincia, diócesis, audiencia territorial y capitanía general de Burgos (14 leguas), partido judicial de Villarcayo (7) y ayuntamiento del valle de Tovalina (1 ½); Situada a la derecha del Ebro, en terreno áspero y clima frío, donde reinan los vientos N, NO y O; siendo las enfermedades más frecuentes las pulmonías. Tiene 10 casas; varias fuentes en el término llamado del Val, cuyas aguas son cristalinas y saludables; iglesia parroquial (San Vicente Mártir) servida por un cura párroco y un sacristán, cementerio y 2 ermitas (San Roque y San Cristóbal), ambas en el término, hallándose esta situada en la sierra titulada Umeón o de Nueve Villas. Confina N río Ebro; E Santa María de Garoña; S con dicha sierra, y O Cuesva. El terreno es áspero y de 2.ª y 3.ª calidad, pasando por él el expresado río, sobre el cual hay un puente a distancia de una legua; la citada sierra o monte está des-poblado y se encuentra a trecho de ¼ de legua. Caminos: los que conducen a Frías, Santa María, Orbañanos y Tobalinilla. Correos: la correspondencia se recibe de Frías por medio de las personas que van a esta ciudad a sus negocios particulares. Producciones: trigo, centeno, cebada, maíz, vino y algún ganado; caza de palomas, perdices, ánades y liebres, y pesca de barbos, truchas, anguilas, loinas, peces y cangrejos. Industria: la agrícola. Población: 8 vecinos, 30 almas. Capital productivo: 133.800 reales. Imponible: 12.697.
Diccionario geográfico-estadístico-histórico de España y sus posesiones de Ultramar